# Jerzy Ridan
Jerzy Ridan (ur. 28 marca 1943 w Bydgoszczy, zm. 2 października 2016 w Krakowie
) – polski reżyser, scenarzysta, pedagog, publicysta.

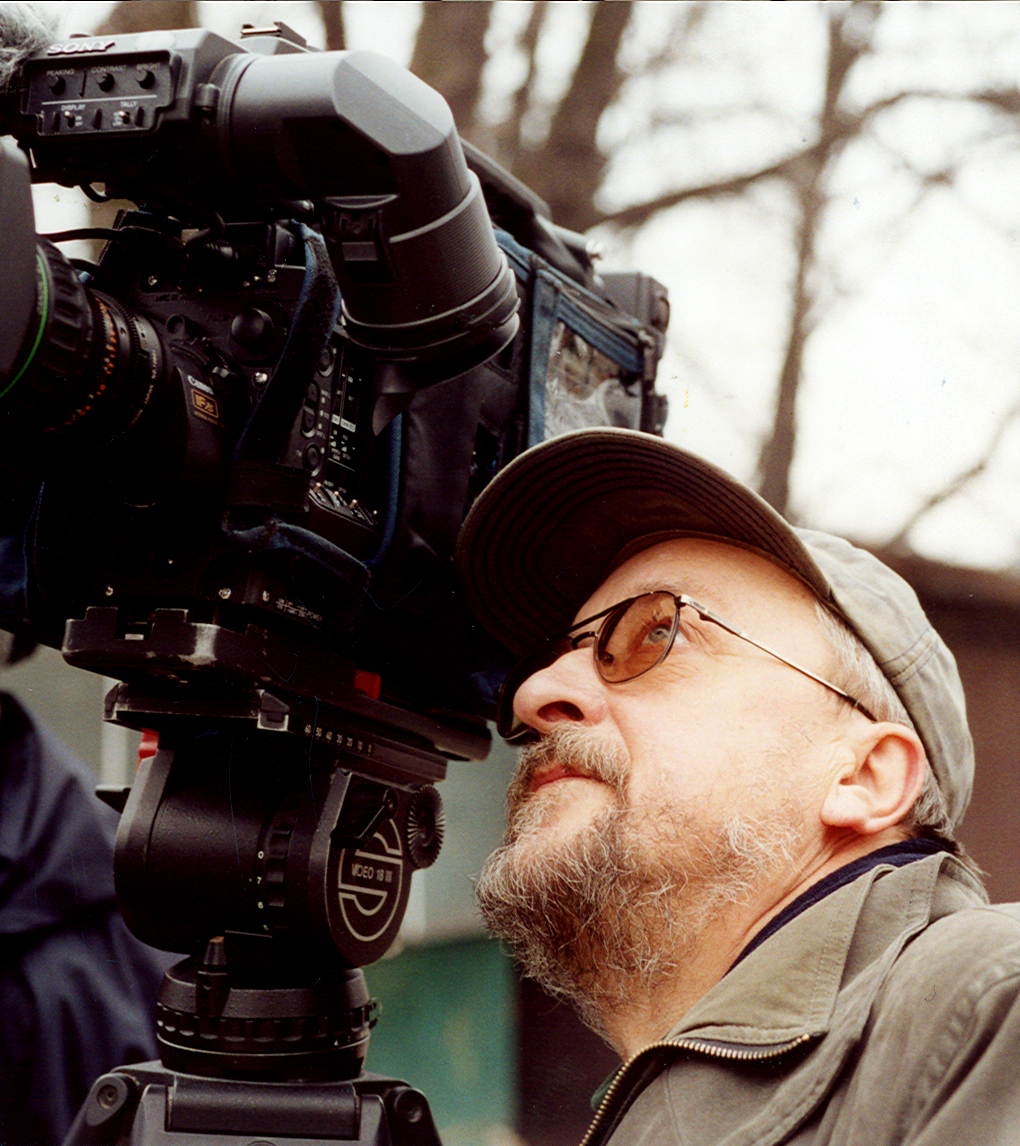
Jerzy Ridan za kamerą

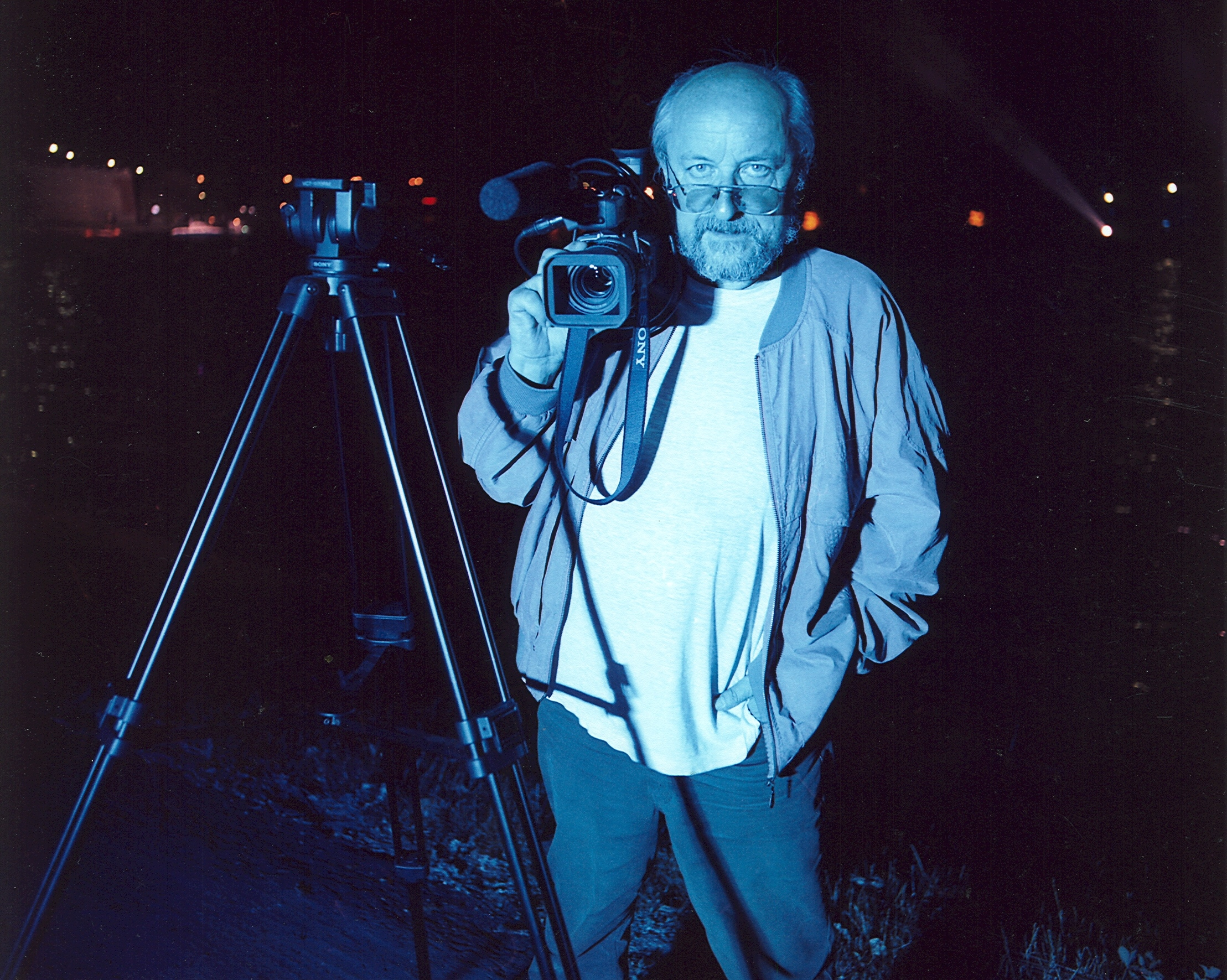
Ridan z kamerą

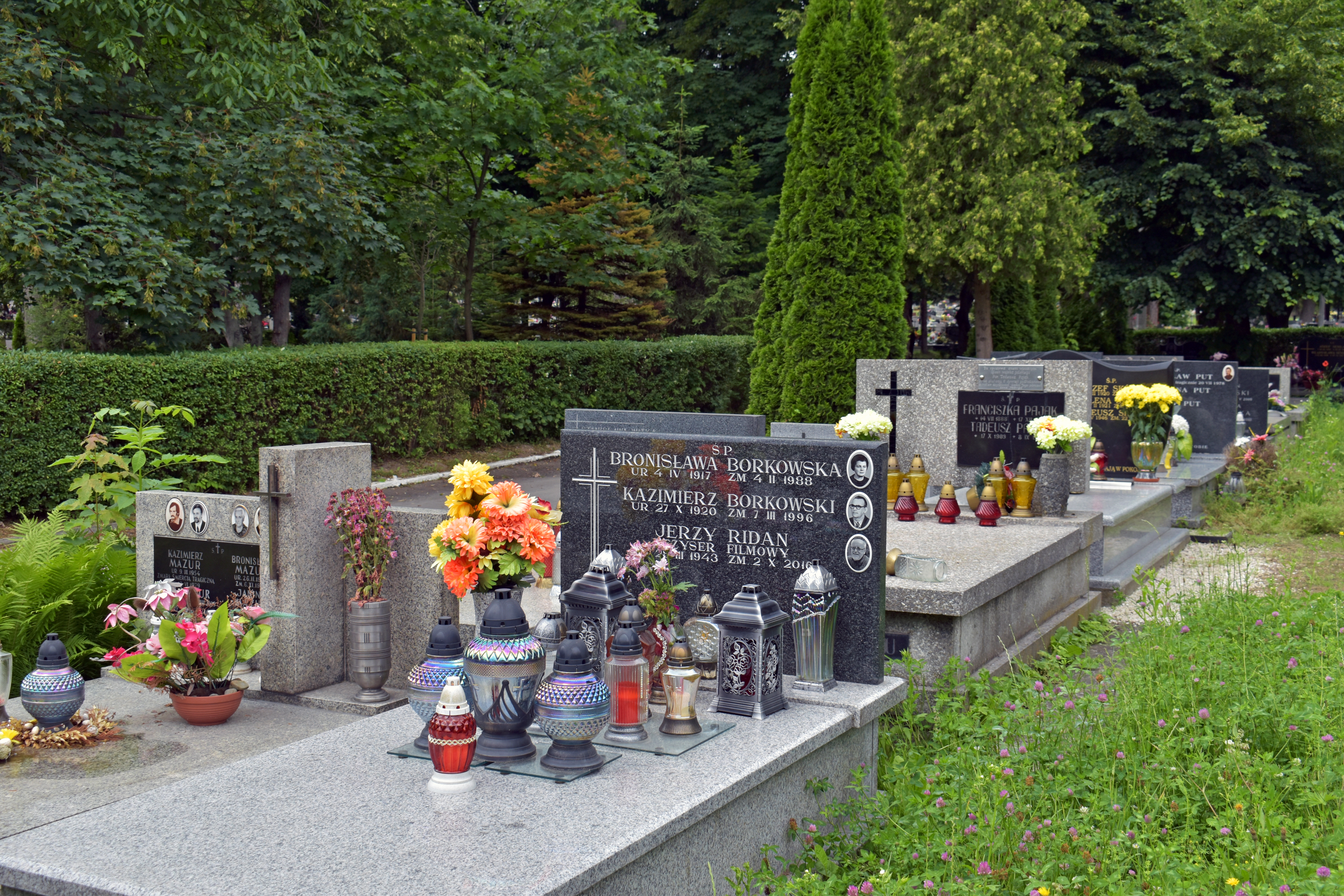
Grób Jerzego Ridana
Kraków, cmentarz Grębałów.

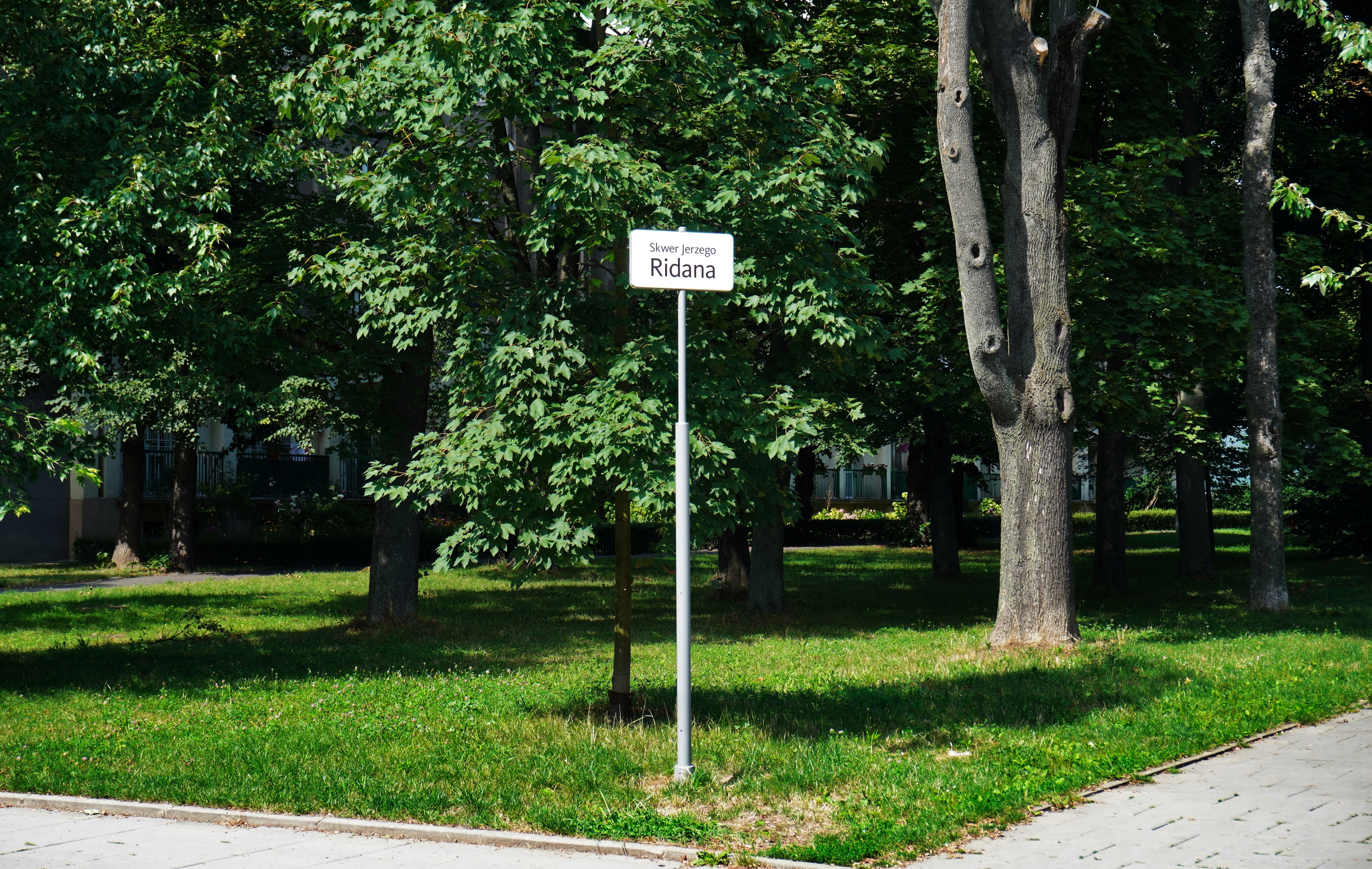
Skwer Jerzego Ridana w Krakowie

## Życiorys
Ukończył studia na Wydziale Reżyserii PWSFTViT w Łodzi. Jest autorem prawie 60 filmów dokumentalnych, nagrodzonych m.in. na festiwalach w Mediolanie, Dijon, Berkeley, Glasgow, Valden, Niepokalanowie, Trentianskich Teplicach, Lipsku, Mińsku, Łodzi, Krakowie oraz Zamościu.
Na przełomie lat 60. i 70. realizował filmy w Amatorskim Klubie Filmowym „Nowa Huta”.
W latach 80. pracował w charakterze asystenta i drugiego reżysera przy filmach fabularnych. W 1987 reżyserował pełnometrażowy film fabularny Sonata Marymoncka według prozy Marka Hłaski.
W latach 80. prowadził również „Dziecięcy Teatr ABC” w Ośrodku Kultury im. Norwida w Nowej Hucie, a w 90. w Młodzieżowym Domu Kultury im. Andrzeja Bursy Młodzieżową Grupę Teatralną „W drodze”. Oba zespoły zebrały wiele nagród na przeglądach i festiwalach teatralnych.
Był dyrektorem programowym Nowohuckich Maratonów Filmowych i Międzynarodowego Nowohuckiego Festiwalu Filmowego (2009), a także jednym z pomysłodawców Nowohuckiej Kroniki Filmowej. Ponadto jest autorem książki „Krzyż Nowohucki – Dzieje Walk o Wolność”, publikacji do „Słownika biograficznego – Opozycja w PRL” oraz Kwartalnika Historycznego. W 2008 otrzymał tytuł Nowohucianina Roku, a w 2009 w plebiscycie Gazety Wyborczej Nagrodę Przodownika Nowej Huty. W 2010 na Festiwalu Mediów „Człowiek w zagrożeniu” zdobył nagrodę im. prof. Kazimierza Karabasza „Cierpliwe oko” za film „Orkiestra dęta” (zrealizowany wspólnie z reż. Jerzym Kowynią). W latach 2008–2012 był przewodniczącym Krakowskiego Oddziału Stowarzyszenia Filmowców Polskich. Wyróżniony Nagrodą Ministra Kultury II stopnia za całokształt prac.
Prowadził warsztaty scenariuszowe na Studiach Literacko-Artystycznych na Uniwersytecie Jagiellońskim i w Krakowskiej Szkole Filmowej. Był korespondentem TV w Toronto. Mieszkał w Krakowie.

## Filmografia
- Zielone słońce (1973)
- Aby być (1974)
- Tworzywo (1976)
- Wieczór wigilijny (1976)
- Wieczerza (1977)
- Jutro (1980)
- Dane do życiorysu (1981)
- Pod światem (1983)
- Sonata Marymoncka (1987)
- I któż nas zaprowadzi (z Adamem Janią) (1991)
- Józef Rychlik-kompozytor (1992)
- Łowca dźwięków (1993)
- Powąchać amoniak i zatańczyć (1993)
- Bez Granic (1994)
- Raj (1994)
- To Ja! Człowiek 6 M.A.! (1994)
- Zło truchleje (1995)
- Jestem polskim Żydem (1995)
- Dziewczynki z Toyamy (1995)
- Mały teatr wielkiego świata (1995)
- Orkiestra profesora Martiniego (1995)
- Mały, wielki teatr (1996)
- Powrót do natury (1997)
- Herman (1997)
- Kunicki (1997)
- Lenin z Krakowa (z Jerzym Kowynią) (1997)
- Róg Marksa i obrońców krzyża (1997)
- Bartoszewski (z Jerzym Kowynią) (1998)
- Derby (1998)
- Cinema-Theatre (z Adolfem Weltschkiem) (1998)
- Ignacy Łukasiewicz (1998)
- Lot kuli (1999)
- Imię moje Kinga (1999)
- Leśna rodzina (1999)
- Rysie (z Jerzym Kowynią) (1999)
- Natan Gross. Tango (2001)
- Pielgrzymi (2001)
- Święta wojna, czyli i tak kocham cię (z Jerzym Kowynią) (2001)
- Wisła gola! (z Jerzym Kowynią) (2002)
- Róża (2003)
- Dziewczyny z Nowej Huty (2004)
- Otwarte miasto (2007)
- Orkiestra dęta (z Jerzym Kowynią) (2009)
- Strajk na zgniataczu (2013)
- Nowa Huta Karola Wojtyły (z Krzysztofem Ridanem) (2016)
- Człowiek wielkiego serca (z Krzysztofem Ridanem) (2017)

Dodatkowo:
- Oskar Schindler(1993) – scenariusz
- Byłem aktorem szeregowy (1994) – konsultacja artystyczna
- Stalowy bicz (1998) – współpraca scenariuszowa
- Polska via Dolorosa (2003) – zdjęcia
- Z najwyższej sceny świata (2004) – zdjęcia i konsultacja artystyczna
- Marysina polana (2010) – konsultacja artystyczna
- Nasza zima zła (2012) – konsultacja artystyczna
- Gwizdek (2012) – konsultacja artystyczna

## Nagrody

### Filmowe
- Nagroda Srebrny Medal „UNICA” na Festiwalu w Ostendzie za film „Zielone słońce”.
- Nagrodą „Dzwon Olivera” na Festiwalu w Glasgow za film „Zielone słońce”.
- Nagroda Złoty Medal „UNICA” na Festiwalu w Kolonii za film „Aby być”.
- Nagroda Brązowy Medal „UNICA” na Festiwalu w Valden za film „Aby być”.
- Główna Nagroda „Srebrna Gencjana” na Międzynarodowym Festiwalu w Trento – Włochy za film „Pod światem”.
- Wyróżnienie na Festiwalu Mediów „Człowiek w zagrożeniu” w Łodzi za film „I któż nas poprowadzi”.
- Nagroda na Festiwalu w Lipsku za film „Józef Rychlik – kompozytor”.
- Nagroda w Trentianskich Teplicach (Słowacja) za film „Józef Rychlik – kompozytor”.
- Nagroda za scenariusz na Festiwalu Mediów „Człowiek w zagrożeniu” w Łodzi za film „Zło truchleje”.
- Dyplom Honorowy Jury Krakowskiego Festiwalu Filmowego za film „Lenin z Krakowa”.
- Nagroda Canal+ za film „Lenin z Krakowa”.
- Dyplom Honorowy Jury Festiwalu Mediów „Człowiek w zagrożeniu” w Łodzi za film „Lenin z Krakowa”.
- Nagroda Art–Film w Trentianskich Teplicach (Słowacja) za film „Lenin z Krakowa”.
- Pierwsza Nagroda na Międzynarodowym Festiwalu Filmów Katolickich w Niepokalanowie za film „Róg Marksa i obrońców krzyża”.
- Nagroda Krajowej Rady Radiofonii i Telewizji na Międzynarodowym Festiwalu Filmów Katolickich w Niepokalanowie za film „Ignacy Łukasiewicz”.
- Nagroda publiczności na Festiwalu Berkeley za film „Cinema-Theatre”.
- Druga Nagroda Festiwalu Art-Dijon (Francja) za film „Lot kuli”.
- Pierwsza Nagroda Festiwalu Ecce Homo – Mediolan (Włochy) za film „Lot kuli”.
- Druga Nagroda Festiwalu Polskiego Czynu Niepodległościowego „Skrzydła” (Zamość) za film „Lot kuli”.
- Wyróżnienie Prix Circom (Liverpool – Anglia) za najbardziej oryginalny dokument za film „Dziewczyny z Nowej Huty”.
- Nagroda na Festiwalu w Dortmundzie za film „Otwarte miasto”.
- Wyróżnienie na Festiwalu w Mińsku za film „Otwarte miasto”.
- Nagroda im. prof. Kazimierza Karabasza „Cierpliwe oko” na Festiwalu Mediów „Człowiek w zagrożeniu” za film „Orkiestra dęta”.
- Nagroda Grand Prix na Festiwalu Filmów „Czerwiec '76" w Radomiu za film „Strajk na Zgniataczu”.
- Wyróżnienie na Festiwalu Filmów Historycznych i Wojskowych w Warszawie za film „Nowa Huta Karola Wojtyły”.

### Inne
- Odznaka Budowniczy Nowej Huty 1972.
- Nowohucianin Roku 2008.
- Odznaka „Honoris Gratia” od Prezydenta Miasta Krakowa 2008.
- Przodownik Nowej Huty 2009.
- Nagroda Ministra Kultury drugiego stopnia za całokształt prac.

## Książki
- Kto, kiedy, dlaczego? Wydawnictwo Iskry, 1972
- Świadectwa metryk – Piotr Wasilewski, 1990
- „Krzyż Nowohucki – Dzieje Walk o Wolność”, Dom Wydawniczy Ostoja, 2006, ISBN 83-60048-46-0.

## Publikacje
- Filmowy Serwis Prasowy nr 22/1987
- Kwartalnik Historyczny Karta nr 21/1997 – „Walka o krzyż w Nowej Hucie”
- Reżyser nr 4/1998 – „Kreowanie marzeń – Magdalena Lebecka”
- Kino nr 6/2002 – „Poeta i filmowiec na gościńcu historii – Tadeusz Szyma”